# Перемилів
Переми́лів — село в Україні, у Хоростківській міській громаді Чортківського району Тернопільської області. До 2020 — адміністративний центр сільради, якій було підпорядковане село Верхівці. У зв'язку з переселенням жителів х. Милів вилучений з облікових даних.
Населення — 1195 осіб (2007).

## Географія
Розташоване на річці Голодні Стави, на півночі району.

### Клімат
Перемилів знаходяться в межах вологого континентального клімату із теплим літом. Але діяльність людини досить часто призводить до екоциду, поганих змін та глобального потепління. Рівень наповнення річок водою по області становить лише 20 % від необхідного стандарту, значна частина земної поверхні стає посушливою. Для покращення ситуації варто було б проводити ревайлдинг, відновлювати екосистеми та лісові насадження.

## Населення

### Мова
Розподіл населення за рідною мовою за даними перепису 2001 року:
| Мова       | Кількість | Відсоток |
| ---------- | --------- | -------- |
| українська | 1202      | 100%     |

## Історія
Згадується 28 лютого 1452 року в книгах галицького суду як Премилів.
Перша писемна згадка — 1561 як Превилів.
У дорадянський період діяли «Просвіта», «Сільський господар», «Рідна школа» та інші товариства, кооператива.
1 квітня 1927 р. вилучені частини сільської гміни Перемилів Копичинецького повіту Тернопільського воєводства і міської гміни Хоростків та з них утворена самоврядна гміна Зофіювка.
На 1 січня 1939-го в селі з 1750 жителів було 1570 українців-грекокатоликів, 140 українців-латинників, 20 поляків і 20 євреїв.
З 1947 року мешканці села зазнали каральної акції операції «Захід».
З 24 серпня 1991 року село входить до складу незалежної України.
12 червня 2020 року, відповідно до розпорядження Кабінету Міністрів України № 724-р «Про визначення адміністративних центрів та затвердження територій територіальних громад Тернопільської області» увійшло до складу Хоростківської міської громади.
19 липня 2020 року, в результаті адміністративно-територіальної реформи та ліквідації Гусятинського району, село увійшло до складу новоутвореного Чортківського району.

## Політика

### Парламентські вибори, 2019
На позачергових парламентських виборах 2019 року у селі функціонувала окрема виборча дільниця № 610244, розташована у приміщенні будинку культури.
Результати
- зареєстровано 822 виборці, явка 52,80%, найбільше голосів віддано за «Слугу народу» — 35,96%, за Всеукраїнське об'єднання «Батьківщина» — 14,15%, за «Європейську Солідарність» — 11,83%.[7] В одномандатному окрузі найбільше голосів отримав Ігор Сопель (Слуга народу) — 36,75%, за Миколу Люшняка (самовисування) — 25,78%, за Романа Василіцького (Об'єднання «Самопоміч») — 9,79%[8].

## Релігія
- церква святого архістратига Михаїла (1819, мурована, УГКЦ).

## Пам'ятки
Споруджено пам'ятники воїнам-односельцям, полеглим у німецько-радянській війні (1966, скульп. С. Гончарик), Т. Шевченку (1992), насипано символічну могилу УСС (1991).Капличка біля церкви (2015).
Пам'ятник Т. Шевченку
Щойновиявлена пам'ятка монументального мистецтва.
Встановлений 1992 р. Робота самодіяльних майстрів
Матеріал — бетон.

## Соціальна сфера
Працюють загальноосвітня школа І-ІІ ступенів, Будинок культури, ФАП, відділення зв'язку, дошкільний заклад, ПАП «Воля-2000», торговельний заклад.

## Відомі люди

### Народилися
- громадський діяч Богонос,
- будівничий церков Г. Гикавий,
- журналіст, редактор, громадський діяч О. Гикавий,
- лікар, громадський діяч Д.-М. Голубіцький.
- Кливак Ілля Теодорович — священик Української греко-католицької церкви, громадський діяч.
- Ковцун Михайло — український військовик, учасник російсько-української війни[11].
- Мимрик Михайло Романович — український саксофоніст, кандидат мистецтвознавства, заслужений артист України.
- Чайковський Роман — поет, журналіст, автор мотто Декалогу українського націоналіста ("Я Дух одвічної стихії..."), священник.
- Мороз Олександр («Козак»; 1925, с. Перемилів Хоростківської міської громади Чортківського р-ну Тернопільської обл. – 7.09.1948, с. Червоне Золочівського р-ну Львівської обл.). Освіта – 5 класів народної школи. Командир 1-ї чоти сотні УПА «Дружинники» (поч. 1945 – 11.1945), командир сотні УПА «Дружинники» (11.1945 – весна 1946). Влітку 1946 р., після розформування відділів УПА, переведений на теренову роботу. Керівник кущового проводу ОУН у тодішньому Краснянському р-ні. Старший вістун, старший булавний (1.01.1946), хорунжий (22.01.1946). Загинув у бою з оперативною групою МГБ. (Дж. та л-ра: Золочівська округа ОУН: організаційні документи. 1941–1952 / упоряд. Михайло Романюк. Київ; Торонто, 2014. С. 1118. (Літопис УПА. «Нова серія»; т. 24)).

## Галерея

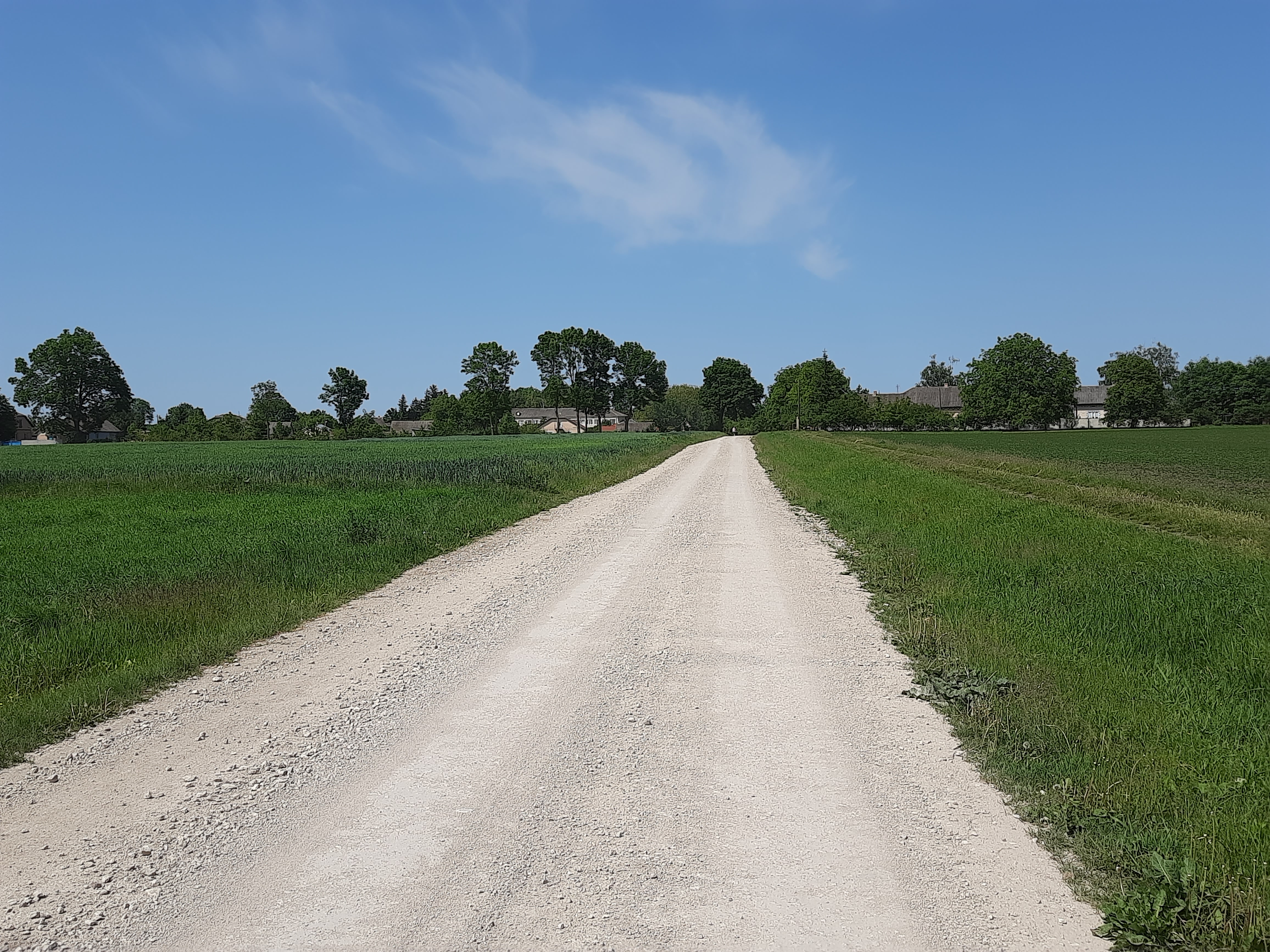
Дорога на село
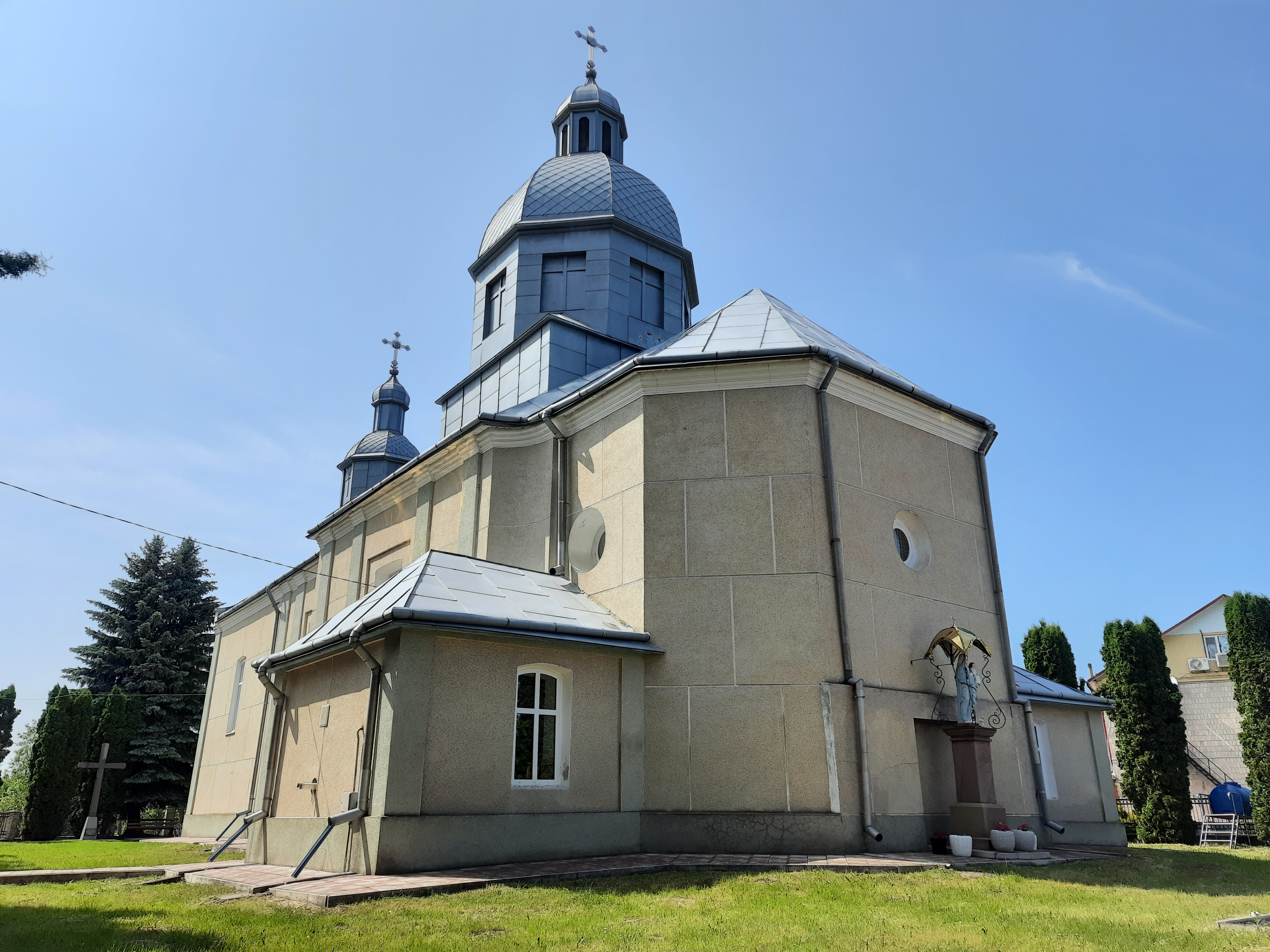
Церква Святого Архістратига Михаїла
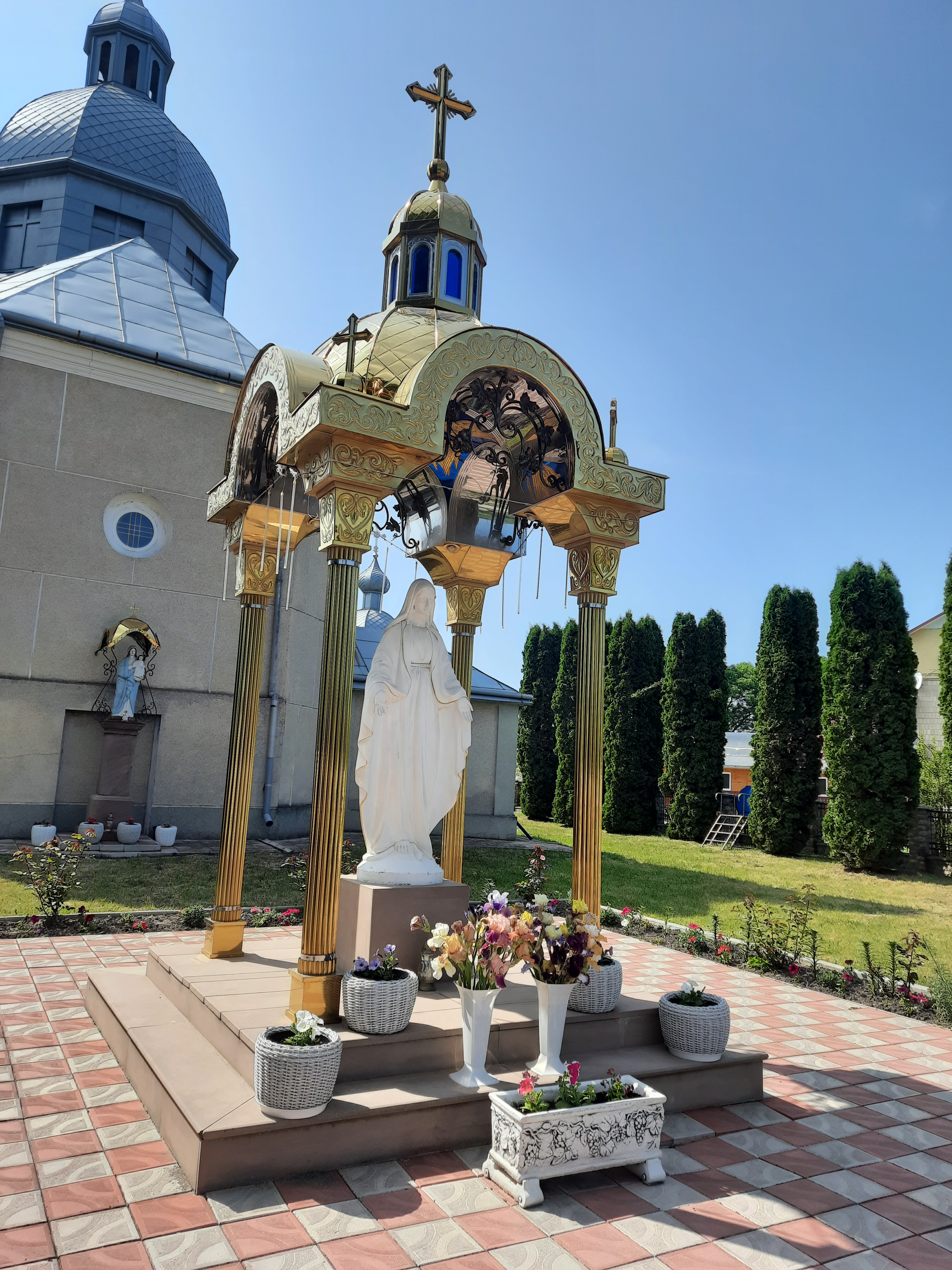
Статуя Божої Матері
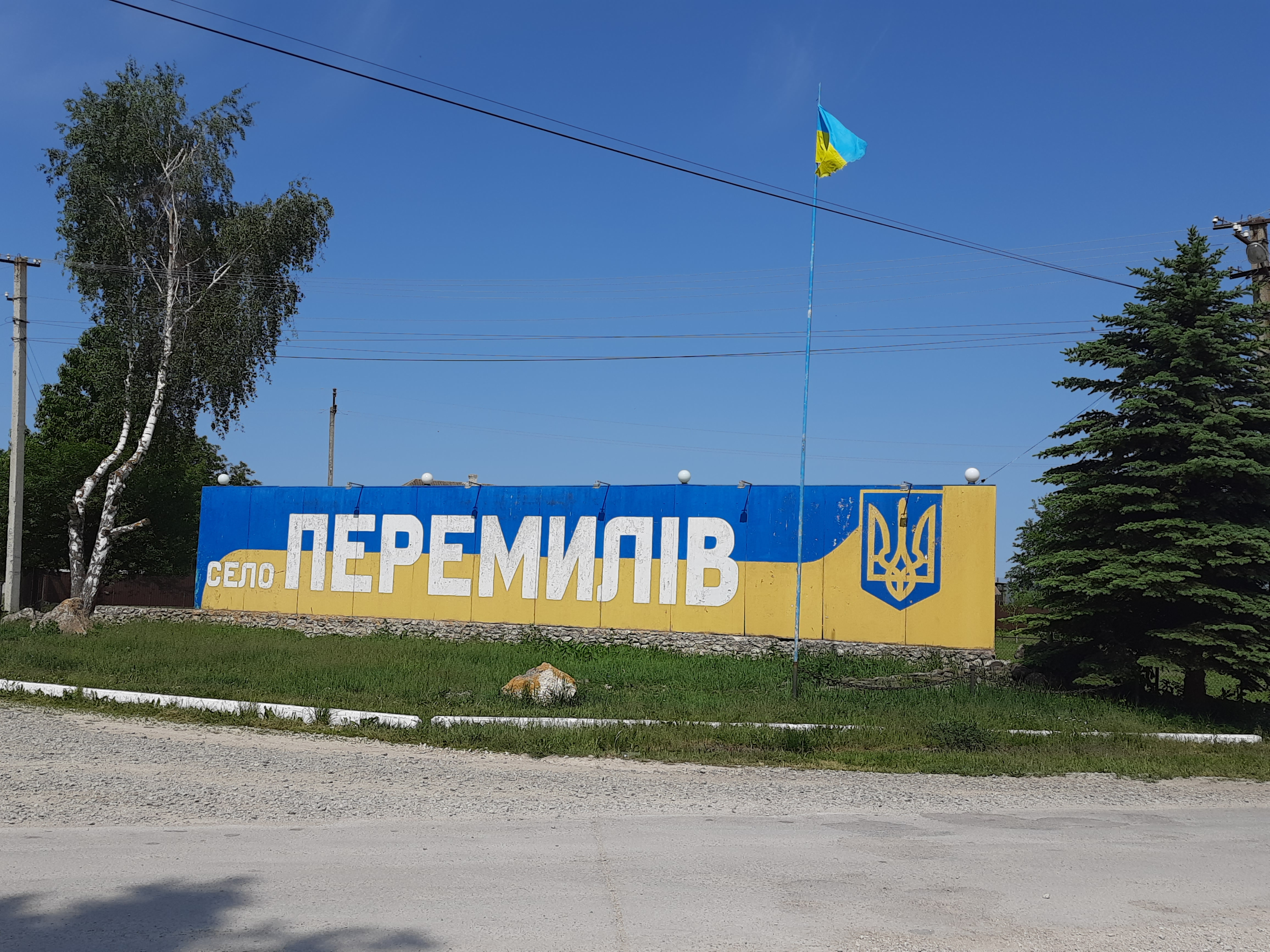
В центрі села
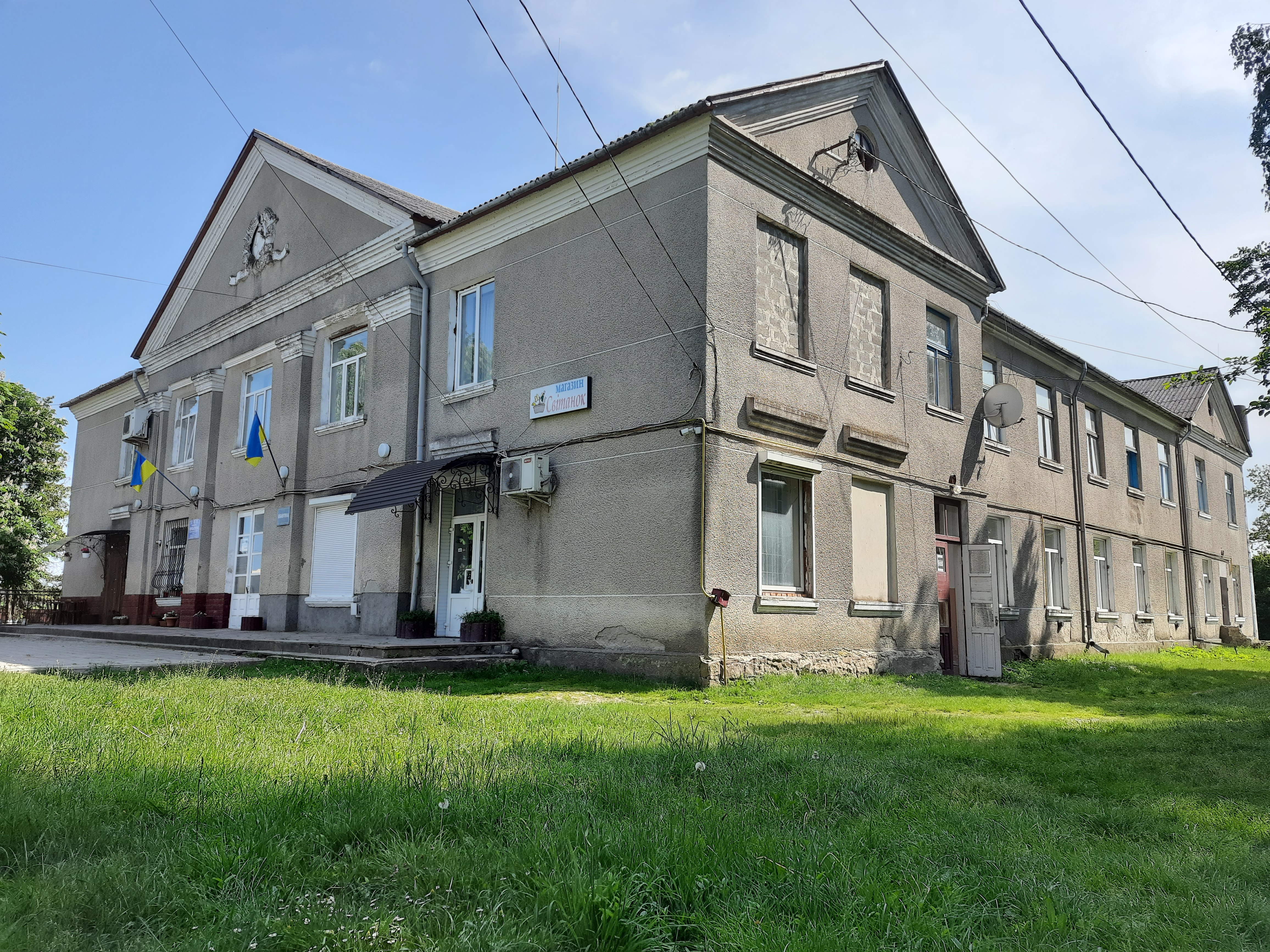
Будинок культури
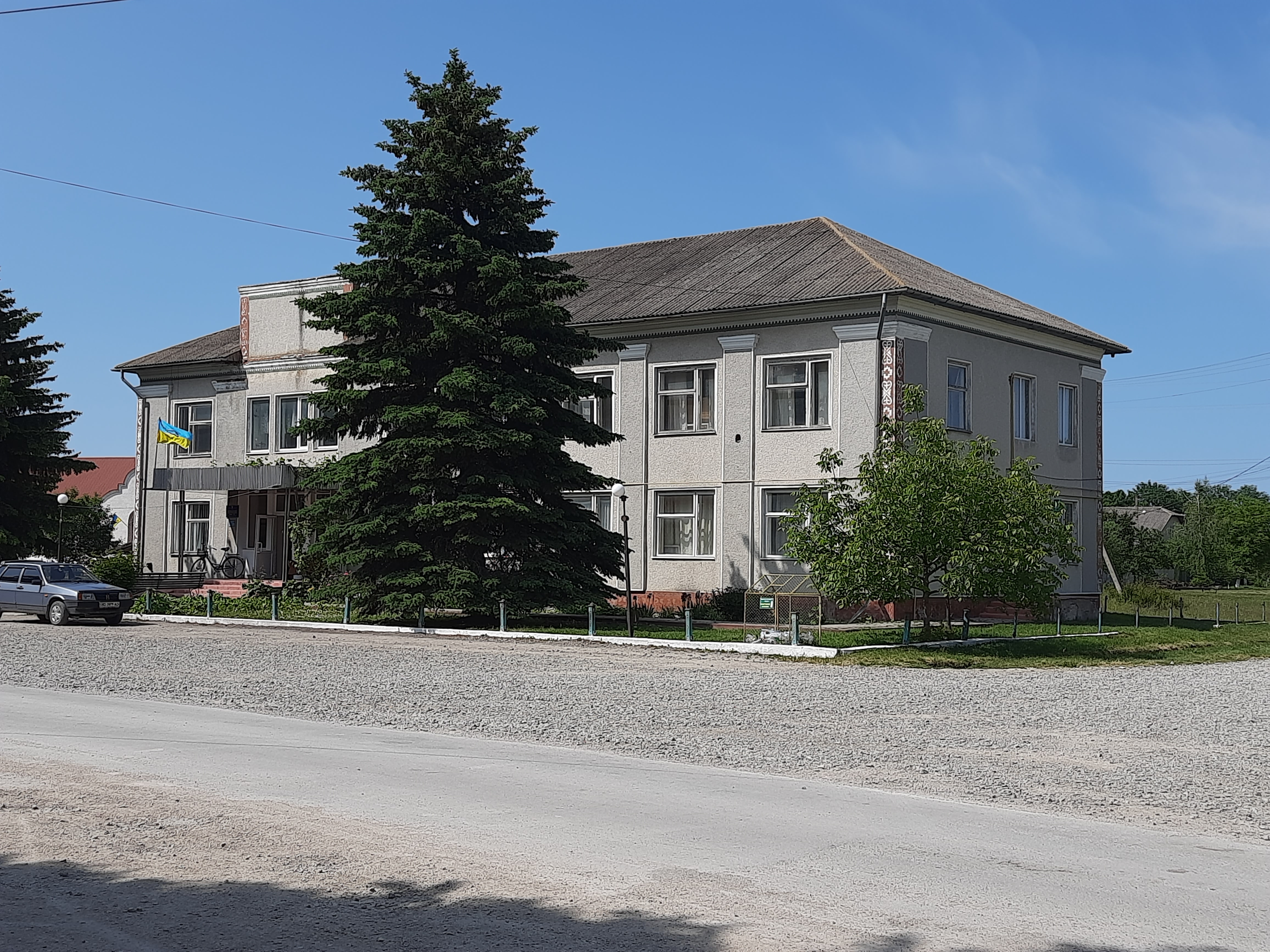
Старостат
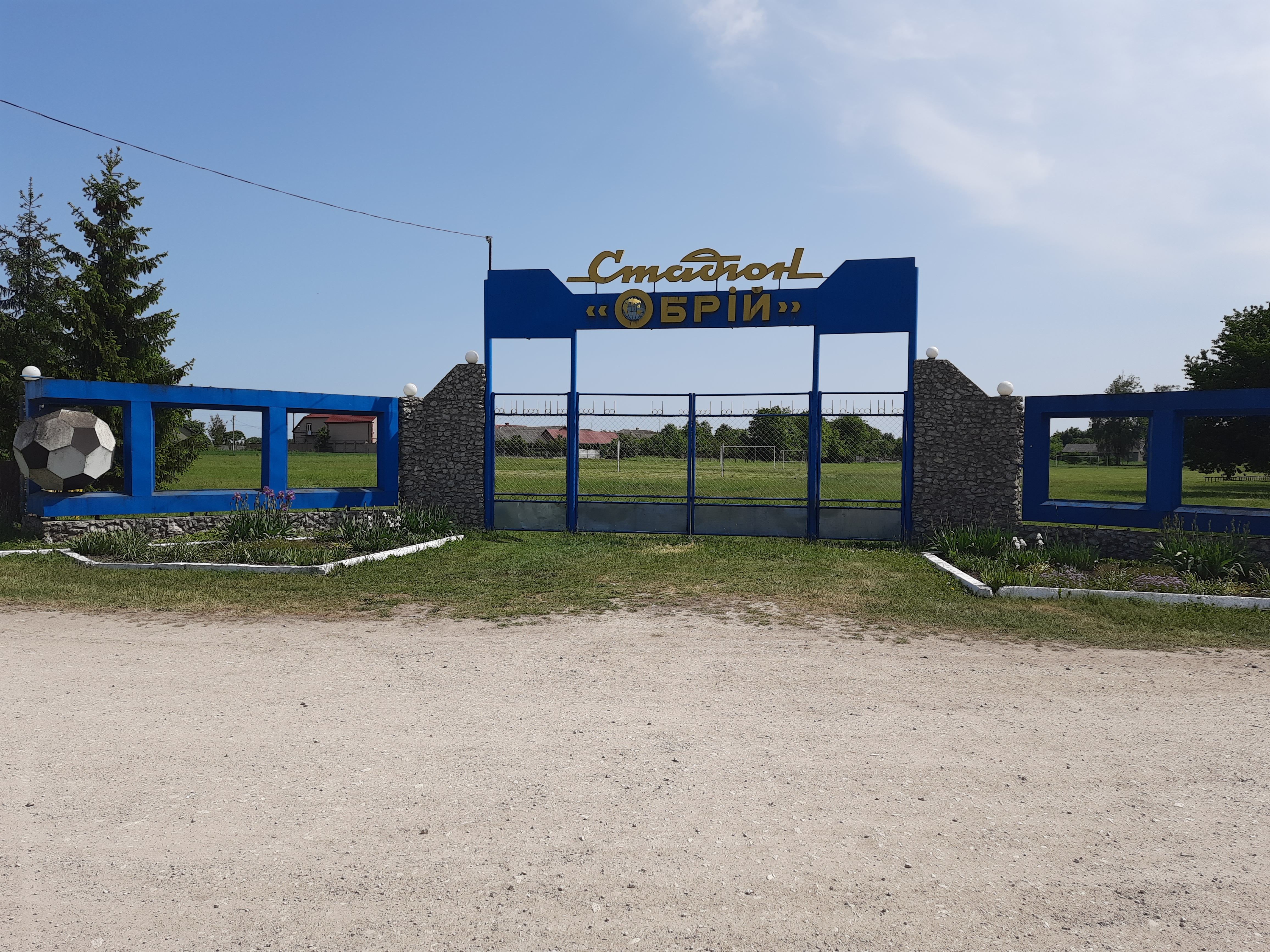
Стадіон "Обрій"
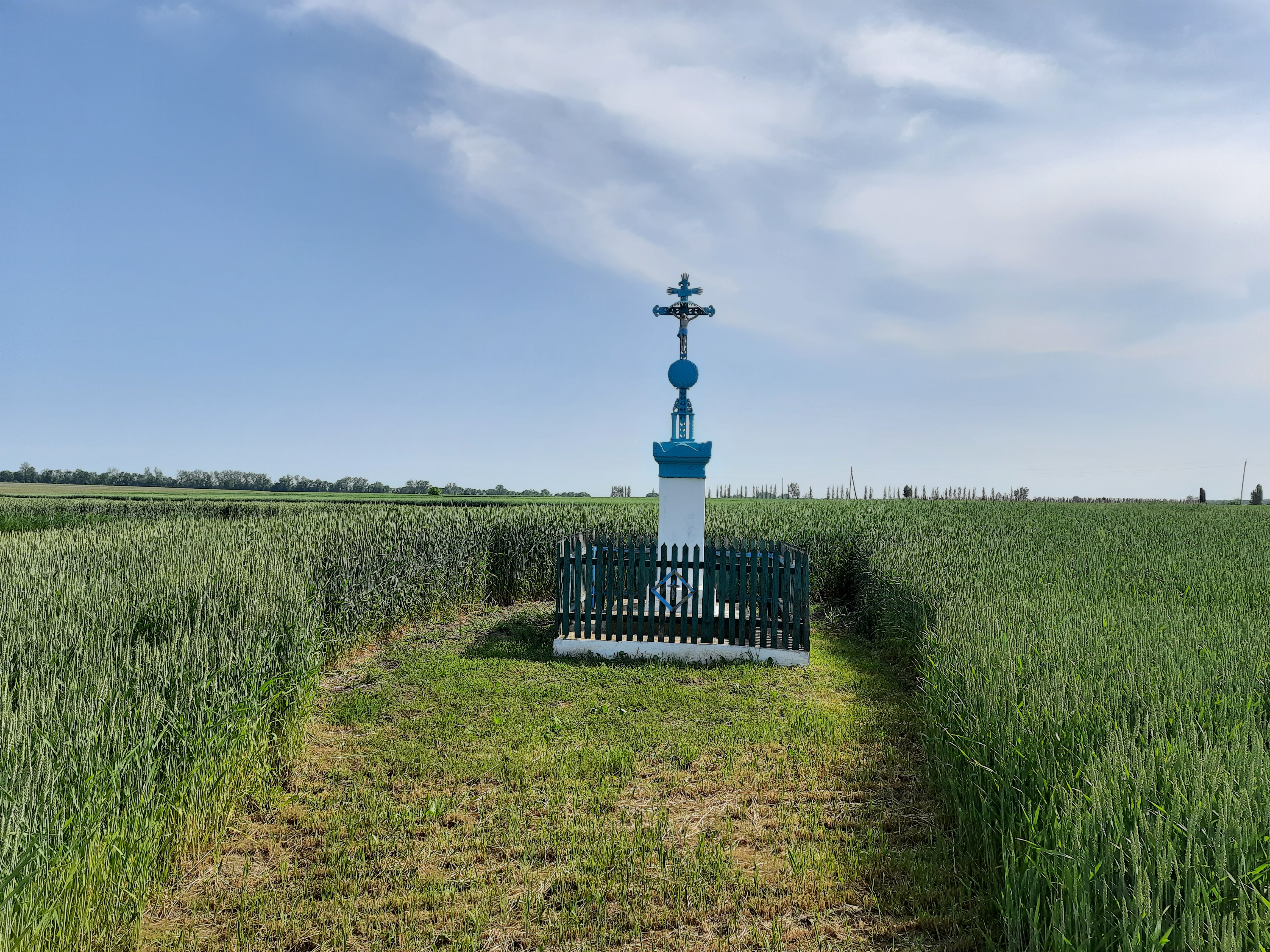
Пам'ятний хрест біля села
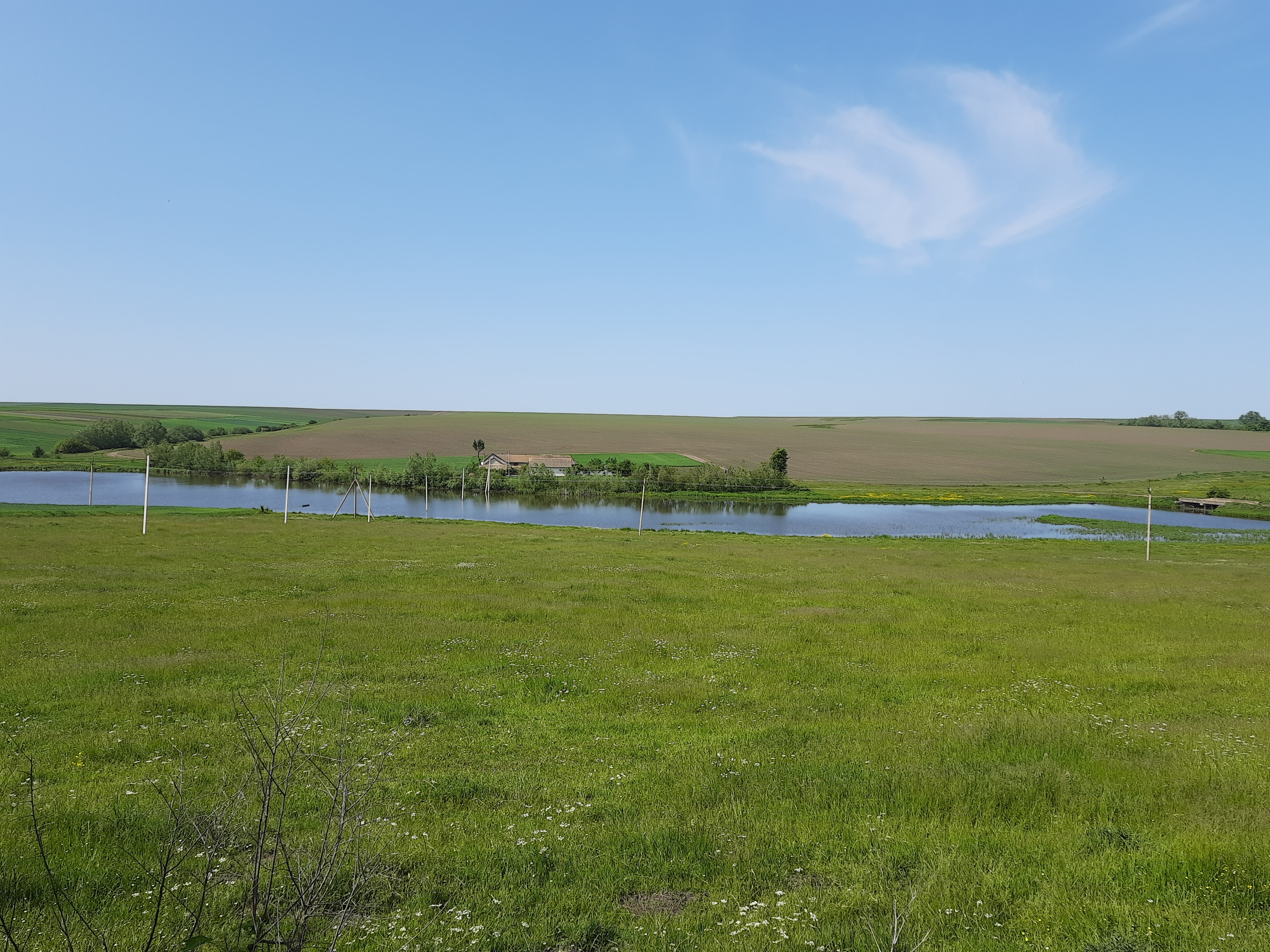
Краєвид біля села